# Sophronica nigriceps
Sophronica nigriceps là một loài bọ cánh cứng trong họ Cerambycidae.